# Robert Kristan
Robert Kristan (ur. 4 kwietnia 1983 w Jesenicach) – słoweński hokeista, reprezentant Słowenii, olimpijczyk.

## Kariera
- Acroni Jesenice (2000-2002)
- HDD Olimpija Lublana (2002-2003)
- Acroni Jesenice (2003-2006)
- Brynäs IF (2006-2007)
- Acroni Jesenice (2007-2008)
- Mora IK (2008-2009)
- KHL Medveščak Zagrzeb (2009-2013)
- HK Nitra (2013-2014)
- HC Pardubice (2014-2016)
- Piráti Chomutov (2016)
- HDD Olimpija Lublana (2017-2018)

Wychowanek Acroni Jesenice. Od maja 2009 przez cztery sezony zawodnik. Od końca lipca 2013 do kwietnia 2014 zawodnik słowackiej drużyny HK Nitra. Od końca kwietnia 2014 zawodnik czeskiego klubu HC Pardubice. Od stycznia do kwietnia 2016 zawodnik Piráti Chomutov. W sezonie 2016/2017 nie grał, a od sierpnia 2017 był zawodnikiem Olimpiji Lublana. Po sezonie 2017/2018 w maju 2018 zakończył karierę zawodniczą.
Uczestniczył w turniejach mistrzostw świata w 2002, 2003 (Elita), 2004 (Dywizja I), 2005, 2006, 2008, 2011 (Elita), 2012 (Dywizja I), 2013, 2015 (Elita), 2016 (Dywizja I) oraz zimowych igrzysk olimpijskich 2014.

## Sukcesy
Reprezentacyjne

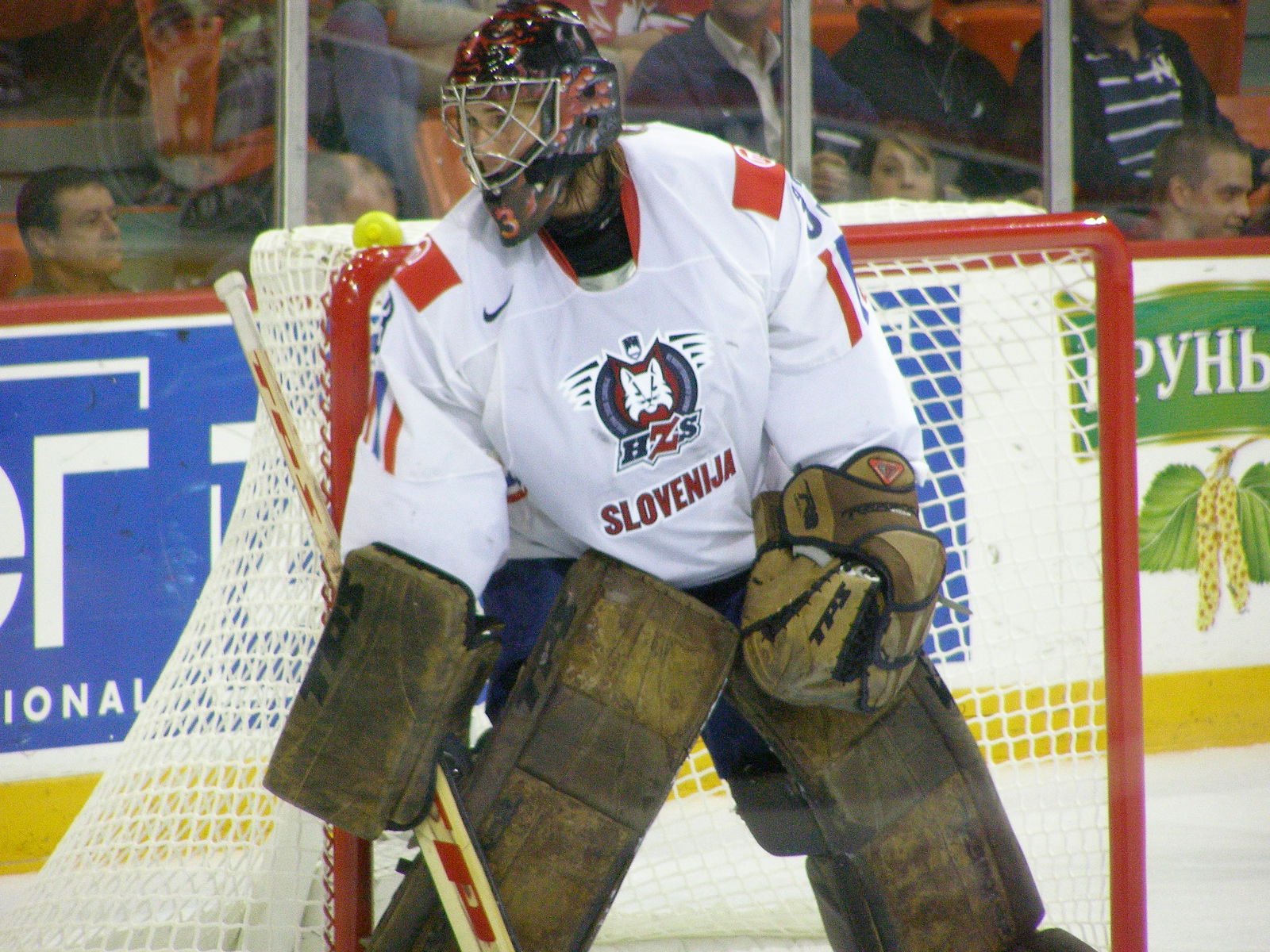
Robert Kristan w barwach Słowenii (2008)

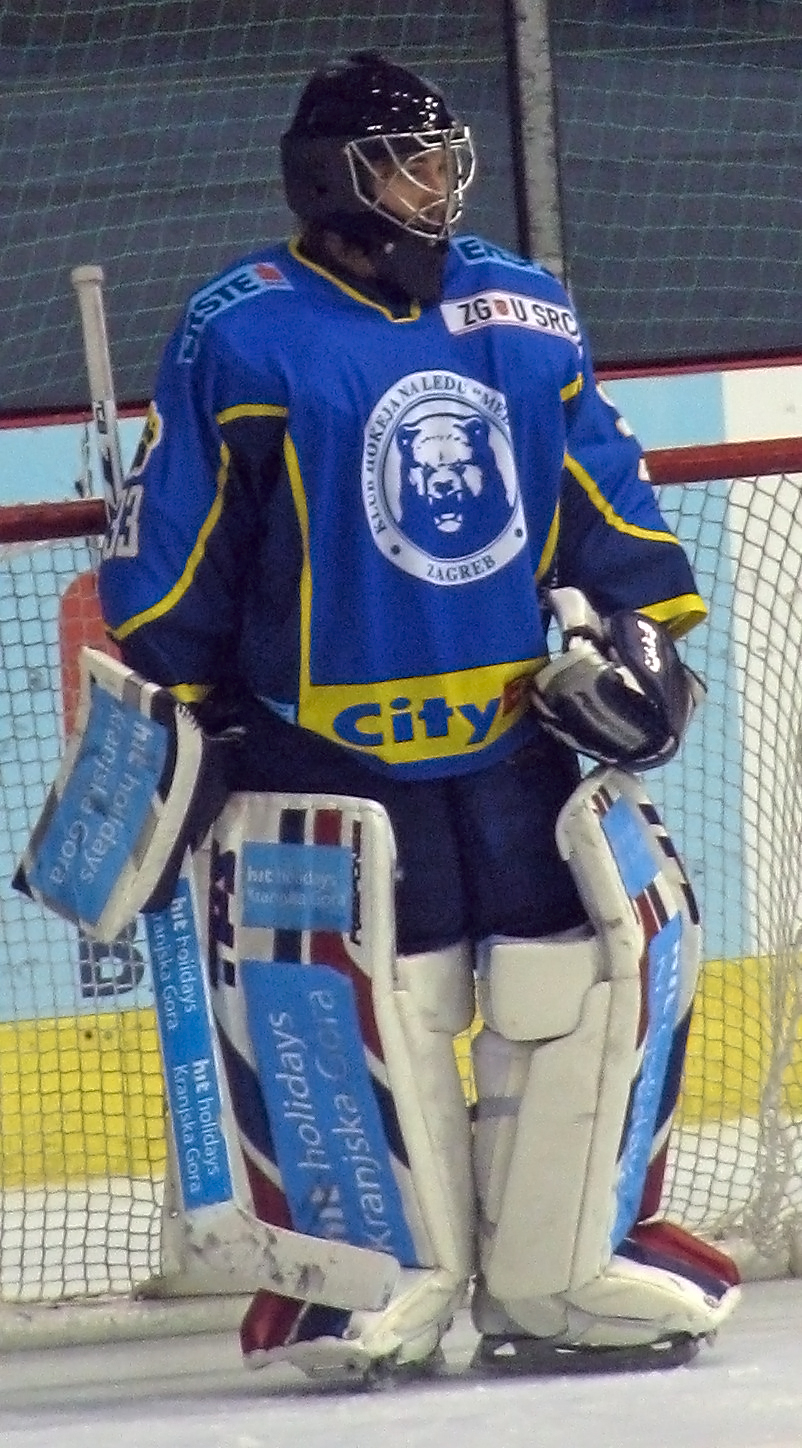
Robert Kristan w barwach KHL Medveščak Zagrzeb (2009)

- Awans do Elity mistrzostw świata: 2004, 2012, 2016

Klubowe
- Srebrny medal mistrzostw Słowenii: 2001, 2002, 2004 z Acroni Jesenice
- Złoty medal mistrzostw Słowenii: 2003 z Olimpiją Lublana, 2005, 2006, 2008 z Acroni Jesenice
- Mistrzostwo Interligi: 2005, 2006 z Acroni Jesenice
- Srebrny medal mistrzostw Słowacji: 2014 z HK Nitra

Indywidualne
- Mistrzostwa świata do lat 18 w hokeju na lodzie mężczyzn 2001/II Dywizja:
  - Pierwsze miejsce w klasyfikacji skuteczności interwencji: 95,88%[9]
  - Pierwsze miejsce w klasyfikacji średniej goli straconych na mecz: 1,00[10]
- Mistrzostwa Świata w Hokeju na Lodzie 2000/I Dywizja:
  - Pierwsze miejsce w klasyfikacji skuteczności interwencji w turnieju: 95,24%[11]
  - Drugie miejsce w klasyfikacji średniej goli straconych na mecz w turnieju: 1,09
  - Najlepszy bramkarz turnieju
- Interliga 2004/2005:
  - Najlepszy bramkarz turnieju
- Elitserien 2006/2007:
  - Pierwsze miejsce w klasyfikacji średniej goli straconych na mecz
- Mistrzostwa Świata w Hokeju na Lodzie 2007:
  - Jeden z trzech najlepszych zawodników reprezentacji
- Liga słoweńska 2007/2008:
  - Najbardziej wartościowy zawodnik fazy play-off
- EBEL (2010/2011):
  - Pierwsze miejsce w klasyfikacji skuteczności interwencji: 92,7%
- Mistrzostwa Świata w Hokeju na Lodzie 2011/Elita:
  - Jeden z trzech najlepszych zawodników reprezentacji na turnieju[12]
- EBEL (2011/2012):
  - Pierwsze miejsce w klasyfikacji średniej goli straconych na mecz: 2,21
- Mistrzostwa Świata w Hokeju na Lodzie 2012/I Dywizja Grupa A:
  - Pierwsze miejsce w klasyfikacji skuteczności interwencji w turnieju: 93,20%[13]
  - Pierwsze miejsce w klasyfikacji średniej goli straconych na mecz w turnieju: 1,75
  - Skład gwiazd turnieju[14]
  - Najlepszy bramkarz turnieju[15]
  - Najbardziej Wartościowy Zawodnik (MVP) turnieju
- Hokej na lodzie na Zimowych Igrzyskach Olimpijskich 2014 – turniej mężczyzn:
  - Trzecie miejsce w klasyfikacji liczby obronionych strzałów w turnieju: 131